# Resolució 117 del Consell de Seguretat de les Nacions Unides
La Resolució 117 del Consell de Seguretat de les Nacions Unides, va ser aprovada el 6 de setembre de 1956 després de la mort del jutge Hsu Mo. S'hi decideix que la seu vacant a la Cort Internacional de Justícia quedaria sense ocupar durant la resta del seu mandat i seria resolta amb una elecció a l'Assemblea general que es proposa abordar durant la XIa reunió d'aquest cos.
La resolució va ser adoptada sense votar.